# Sirenia (gruppo musicale)
I Sirenia sono un gruppo musicale symphonic gothic metal norvegese formatosi nel 2001 a Stavanger.

## Storia del gruppo

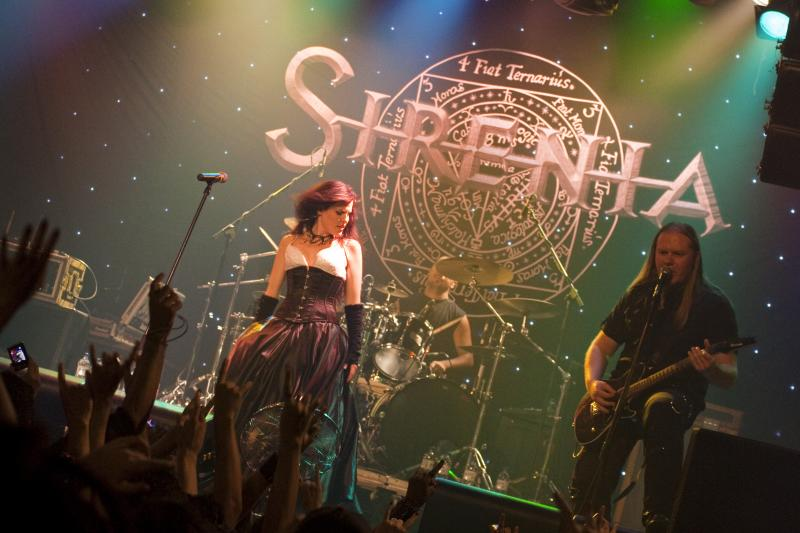
I Sirenia in concerto nel 2010

I Sirenia, il nome deriva dalle sirene della mitologia greca, furono fondati nel 2001 dopo che Morten Veland (voce e chitarrista del gruppo) lasciò i Tristania. Il gruppo non riuscì a trovare una cantante prima della registrazione in Francia di At Sixes and Sevens così, dopo un'audizione, ingaggiò Fabienne Gondamin.
Nel tour che seguì la realizzazione dell'album An Elixir for Existence, Fabienne Gondamin fu rimpiazzata da Henriette Bordvik nel 2002. Con Henriette Bordvik i Sirenia pubblicano anche l'EP Sirenian Shores. Il 13 settembre del 2005 i Sirenia annunciarono l'uscita della Bordvik dalla band; annuncio che dette inizio alla ricerca di una nuova cantante. Monika Pedersen, componente dei Sinphonia, entrò a far parte del gruppo il 10 aprile 2006 (con la Pedersen è stato registrato l'album Nine Destinies and a Downfall).
Il 5 novembre 2007 Monika Pedersen lascia la band a causa di divergenze musicali e il gruppo è di nuovo alla ricerca di una nuova cantante.
Il 9 aprile 2008 viene annunciata la nuova cantante: è spagnola e si chiama Ailyn. Il 20 maggio 2008 i Sirenia annunciano che il chitarrista Bjørnar Landa ha lasciato la band per dedicarsi alla famiglia e gli studi; viene sostituito da Michael S. Krumins. Inoltre i Sirenia hanno annunciato di aver preso finalmente un bassista per le loro esecuzioni live: Kristian Olav Torp.
Il 18 giugno 2008 la band annuncia che a luglio inizieranno a incidere il nuovo album, che uscirà a inizio 2009. Il 2 ottobre 2008 viene annunciato il titolo del nuovo album, The 13th Floor.
L'11 ottobre 2010 viene annunciato il titolo del prossimo album, The Enigma of Life la cui data di pubblicazione è stata fissata per il 21 gennaio 2011.
Il 21 dicembre 2010 viene pubblicato il primo singolo estratto dal nuovo album, The End of It All.
Il 28 giugno 2013 è stato pubblicato l'album Perils of the Deep Blue.
Il 28 aprile 2015 è stato pubblicato il loro settimo album, The Seventh Life Path, l'ultimo con la cantante Ailyn.
Nel 2016, durante le registrazioni per l'ottavo album in studio, Ailyn lascia il gruppo per motivi personali non precisati. In sua sostituzione entra nel gruppo la francese Emmanuelle Zoldan.
Il 29 agosto 2016 viene pubblicato Dim Days of Dolor.
Il 29 ottobre 2018 viene pubblicato Arcane Astral Aeons, anticipato dal singolo Love Like Cyanide.

## Stile
I Sirenia combinano il largo utilizzo di strumenti melodici con sintetizzatori, chitarre metal, voce femminile con impostazione lirica (almeno nella prima parte della loro carriera), growl e clean voice maschile, cori e violini.
Buona parte dei loro brani è caratterizzato da sonorità intense ed atmosferiche, ed i testi si concentrano sull'esistenza umana, sulle emozioni e gli stati mentali.
Il primo album At Sixes and Sevens è degno di nota, in particolare, per la traccia conclusiva (In Sumerian Haze), una ballata lenta e melodica caratterizzata dagli intrecci vocali di Fabienne Gondamin con il suono del violino. Ballata che sembra quasi contrastare con il suono duro e improntato sul growl, del resto del disco.

## Formazione

### Formazione attuale
- Morten Veland – chitarra, voce death, altri strumenti in studio (2001–presente)
- Emmanuelle Zoldan - voce (2016-presente, coro dal 2004)
- Michael Brush – batteria (2018–presente)
- Nils Courbaron – chitarra (2020–presente)

### Ex componenti
- Fabienne Gondamin - voce (2001-2002)
- Henriette Bordvik – voce (2003–2005)
- Monika Pedersen – voce (2006–2007)
- Bjørnar Landa – chitarra (2004–2008)
- Kristian Gundersen – chitarra (solo dal vivo), voce (2001–2004)
- Johanna Giraud – coro (2001–2004)
- Hubert Piazzola – coro (2001–2004)
- Emilie Lesbros – coro (2001–2010)
- Sandrine Gouttebel – coro (2003–2010)
- Jonathan A. Perez – batteria (2003–2018)
- Ailyn - voce (2008-2016)
- Jan Erik Soltvedt – chitarra (2011–2020)

## Discografia

### Album in studio
- 2002 – At Sixes and Sevens
- 2004 – An Elixir for Existence
- 2007 – Nine Destinies and a Downfall
- 2009 – The 13th Floor
- 2011 – The Enigma of Life
- 2013 – Perils of the Deep Blue
- 2015 – The Seventh Life Path
- 2016 – Dim Days of Dolor
- 2018 – Arcane Astral Aeons
- 2021 – Riddles, Ruins & Revelations
- 2023 – 1977

### EP
- 2004 – Sirenian Shores

### Singoli
- 2007 – The Other Side
- 2007 – My Mind's Eye
- 2008 – The Path to Decay
- 2010 – The End of It All
- 2013 – Seven Widows Weep
- 2015 – Once My Light